# 6.25 전쟁에서의 소련

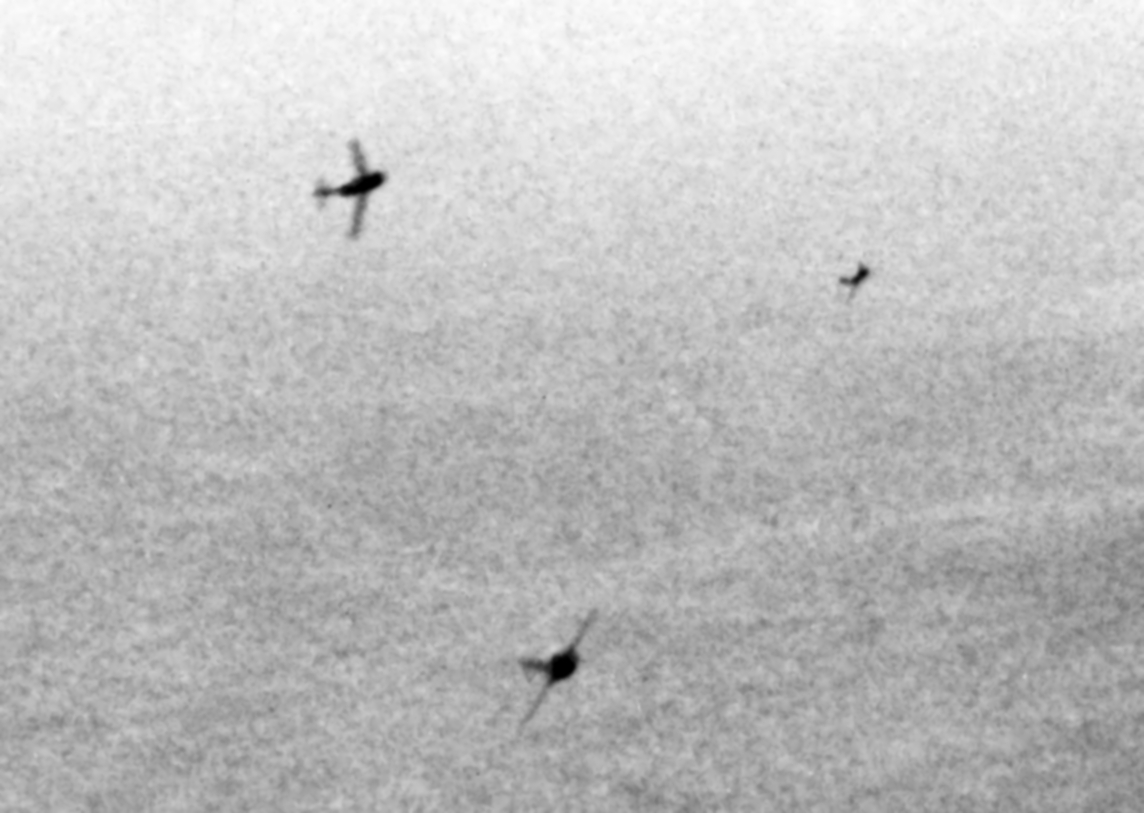
USAF B-29를 공격하기 위해 휘어지는 소련의 MiG-15, 1951년 한국.

공식적인 교전국은 아니었지만, 소련은 한국 전쟁(1950-1953)에서 중요하고, 은밀한 역할을 했다. 소련은 유엔군에 대항하는 북한-중국군을 지원하기 위해, 물자 및 의료 서비스뿐만 아니라 소련인 조종사와 항공기, 특히 MiG-15 전투기를 제공했다. 이오시프 스탈린은 최종 의사결정권을 가지고 있었고, 그와 마오쩌둥이 1950년 봄에 최종 승인을 할 때까지 북한에 행동 연기를 여러 차례 요구했다.

## 배경

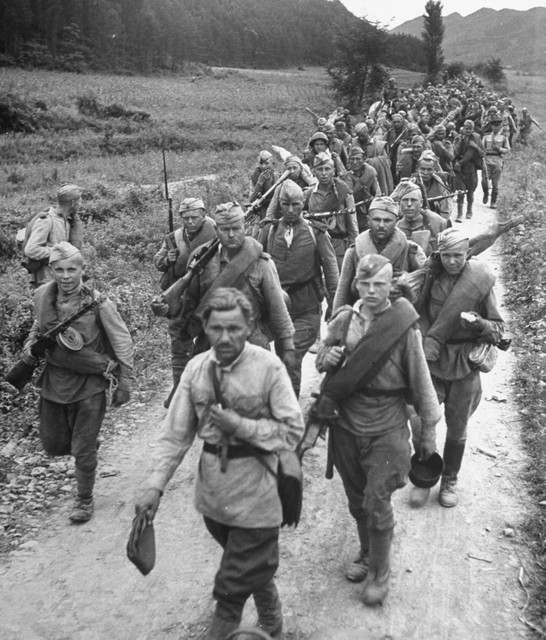
1945년 10월 만주 공세 이후 한국에 주둔한 소련군.

### 소련의 북한 점거(1945–1948)
소련 제25군은 제2차 세계대전이 끝난 직후 소련의 북한 진격에 참여했고 한동안 평양에 본부를 두었다. 남한의 미군과 마찬가지로 소련군은 전쟁이 끝난 후에도 국가를 재건하기 위해 한국에 남아 있었다.
소련 군인들은 북한 정권의 초기 안정뿐만 아니라 북한 인민군과 조선 인민 공군의 창설과 초기 발전에 중요한 역할을 했다. 1945년 10월 25일 소련 지도하에 새로운 조종사 양성을 위해 신의주 공군사관학교가 설립되었다. 또한 소련은 김일성 독재가 오래 지속되는 토대를 확보한 소비에트 민정을 수립했다.

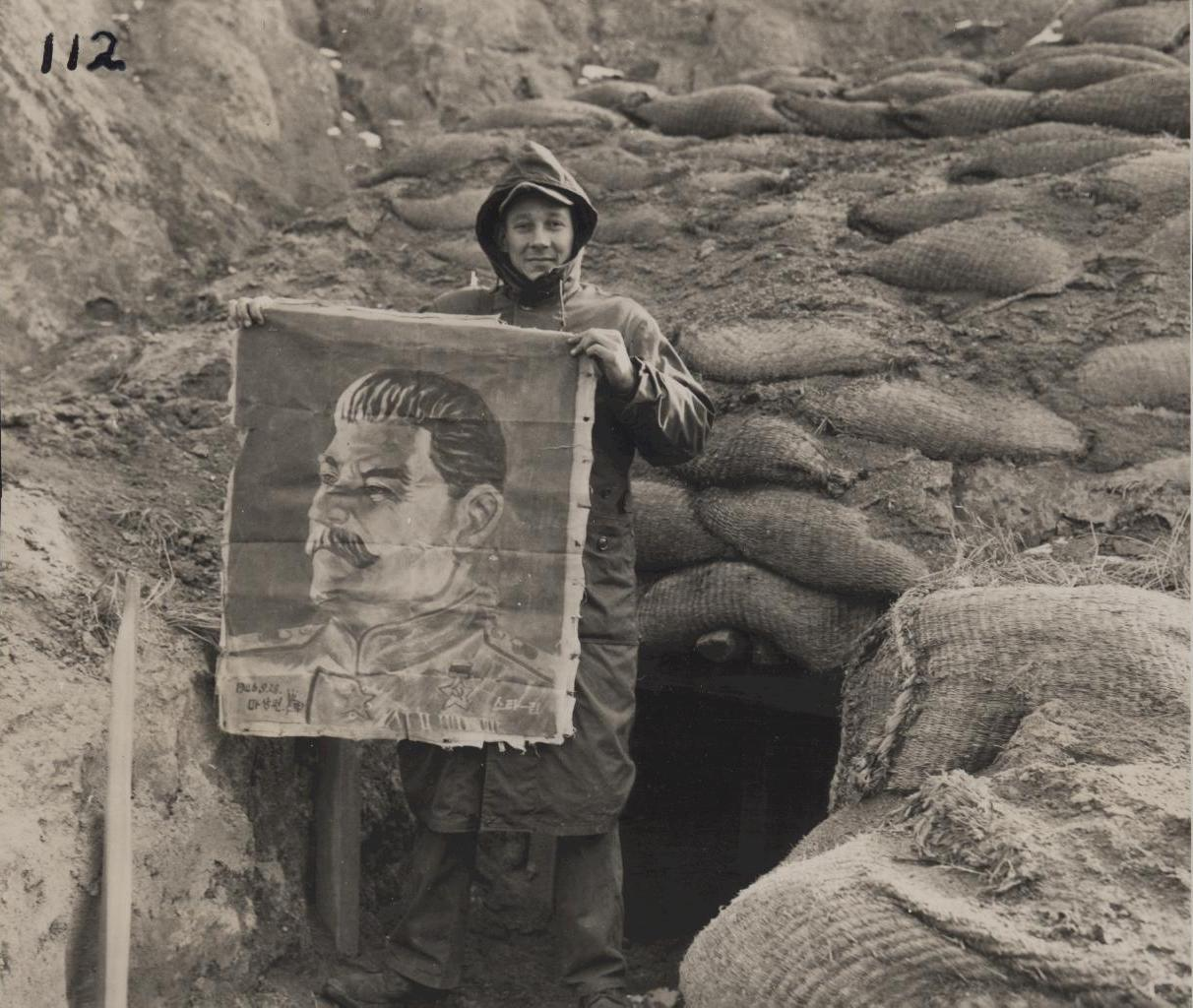
1950년 11월 27일 장진호 전투 당시 유담리 근처 벙커에서 발견된 스탈린의 이미지와 미 해병

### 냉전

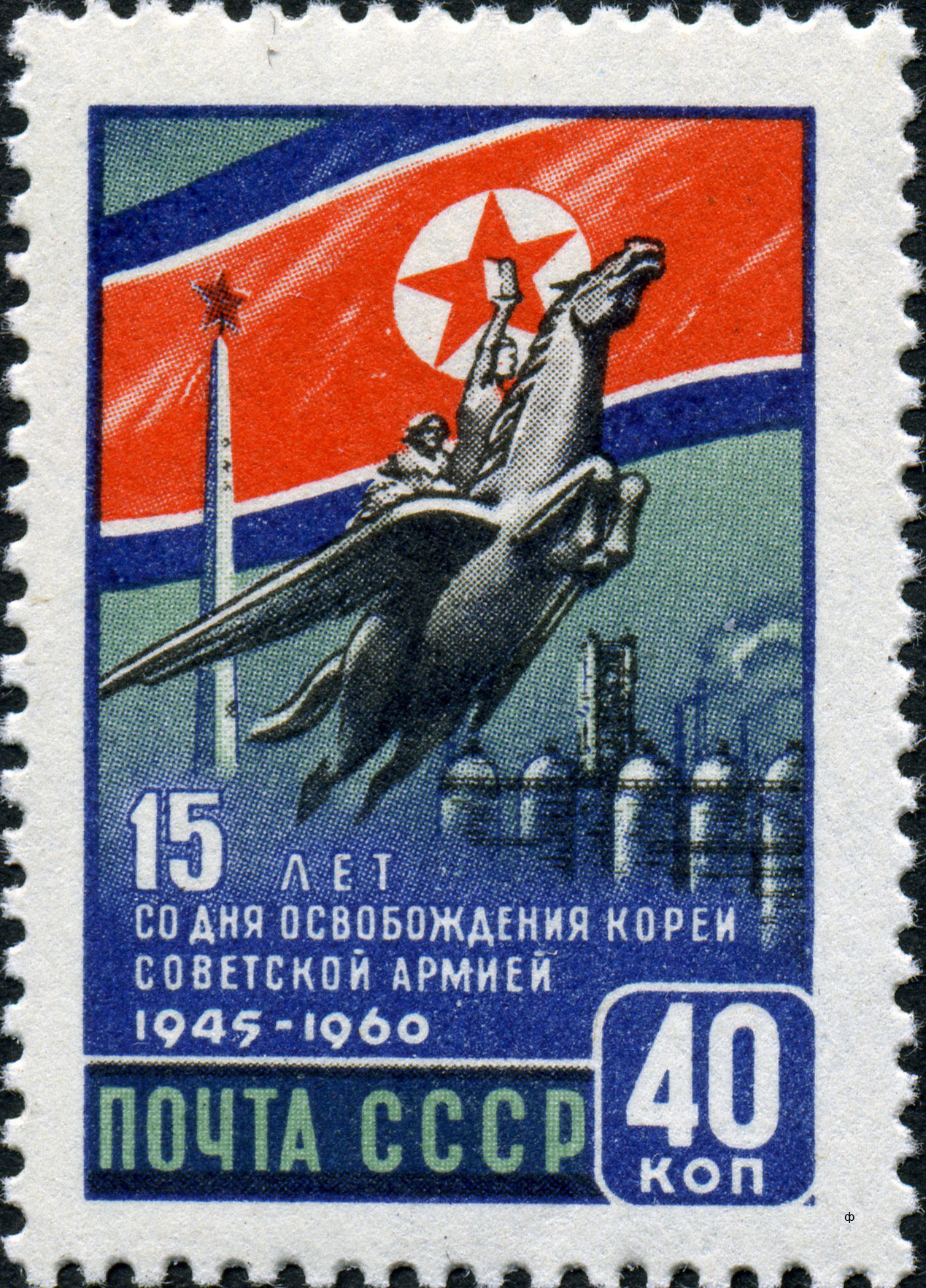
1960년 소련우표는 제2차 세계대전 당시 소련이 한국을 일본의 지배 로부터 해방시킨 지 15주년을 기념하는 것이다.

1950년 한국 전쟁이 발발했을 당시, 공산주의 소련, 중국, 그리고 그들의 동맹국들은 이미 자본주의 국가들과의 "냉전"에 돌입한 상태였다. 양측은 한국전쟁이 양측의 위태로운 관계를 더욱 불안정하게 만들 가능성이 있는 동시에 가능한 이점도 제공한다고 느꼈다.
1950년 4월 스탈린은 마오쩌둥이 필요하다면 증원군을 보내는 데 동의한다는 조건으로 김일성에게 남침을 허가했다. 스탈린은 소련군이 미국과의 직접적인 전쟁을 피하기 위해 공개적으로 전투에 참여하지 않을 것임을 분명히 했다. 김일성은 1950년 5월 마오쩌둥을 만났고, 마오쩌둥는 미국이 개입할 것을 우려했지만 북한의 침공을 지원하기로 동의했는데, 중국은 소련이 약속한 소련의 경제적, 군사적 원조가 절실히 필요했기 때문이다. 그러나, 마오쩌둥은 더 많은 남한의 참전 용사들을 한국으로 보냈고 중공군을 한국 국경에 더 가깝게 이동시키겠다고 약속했다. 마오쩌둥의 약속이 확보되자 전쟁 준비가 가속화되었다.
미군과 유엔군이 남한에 이미 배치되어 있었기 때문에, 유엔의 다른 국가들과 충돌을 일으키지 않고는 소련은 남한에 대한 공개적이고 직접적인 적대 행위를 할 수 없었다. 따라서 소련은 "냉전"이 "뜨거운 전쟁"으로 고조될 위험을 최소화하기 위해 (최소한 소련 정부가 그들의 개입을 그럴듯하게 부인할 수 있는 정도까지) 분쟁 참여를 숨길 수밖에 없었다. NATO, 미국 및 다른 동맹국과의 "전쟁"은 핵전쟁으로 이어질 수 있었고, 소련은 공식적으로 참전을 거부함으로써 한국 전쟁이 확대되는 것을 막았다. 북한 측의 참여는 소련이 기술적으로 구속된 유엔 안전보장이사회 결의 84호에도 어긋난다.

## 북한군에 대한 소련의 원조

### 의료 지원
군사력을 지원하지 않고 단지 인도적 지원만을 제공한 인도, 이탈리아, 노르웨이, 덴마크, 스웨덴의 의료 파견대처럼, 소련은 몇몇 "동구권" 국가(특히 체코 슬로바키아)와 함께 20명 이상의 의사를 한국에 파견하여 공산군을 지원했다.

### 물질적 원조
소련의 군사적 지원은 한국에서 싸우는 북한군과 중국군 모두에게 좋은 장비를 갖추는 데 중요한 역할을 했다. 미국인 "버프 건"이라는 별명을 붙였던 소련 PPSh-41 기관단총뿐만 아니라 T-34/85 중형전차 또한 양국 군대에 널리 보급되었다. 특히 공산주의 측의 초기 공세 동안 미국 장갑(특히 M24 Chaffee 경전차)이나 대전차 로켓(예: M9 2.36인치 바주카)이 T-34/85의 무거운 경사 장갑을 관통할 수 없었기 때문에, T-34/85는 중요한 역할을 했다.
소련의 물질적 원조는 북한과 중국의 공군에게도 필수적이었다. 1950년 4월까지 소련은 북한 공군의 항공기 178대 중 63대를 제공했는데, 이러한 지원은 1950년 9월까지 미국과 유엔 공군이 지원하는 최소한의 한국 방공망에 대해 매우 효과적이었다.

## 소련의 항공 개입
한국전쟁에서 소련의 개입이 핵심이었던 중요한 분야는 공중전이었다. 소련의 항공기 설계 기술과 제2차 세계 대전 이후의 많은 조종사들이 가진 경험에게 중국과 북한은 의존할 수 밖에 없었다.
중공군과 북한군 공군은 초기 몇 년 동안 소련이 제공한 도움으로 인해 소련 전선을 따라 구성되고 장비되었다. 1950년 10월, 중국 공군은 2개 전투기 사단, 1개 폭격기 연대, 1개 공격기 연대(전투기 총 200대) 로 구성되어 있었다. 중국은 한국에 몇몇 항공 연대를 투입했고 이들은 소련이 공급한 MiG-15 전투기를 장비하고 있었지만 훈련량이 부족했다. 중국 최고 사령부가 소련 조종사를 간절히 바랬고, 중국 조종사의 질과 부족에 좌절한 스탈린은 1951년 4월 중국 인민해방군 공군 (PLAAF) 또는 북한 인민군 공군의 표식 아래 비행하는 소련 공군 조종사를 전쟁에 참여시키기로 결정했다.
소련은 널리 알려진 64전투군단의 MiG-15 부대 외에도 중요한 대공포, 탐조등 및 기술 부대들을 한국에 파견했다.

### 소련 조종사
- 알렉산드르 스모르치코프 (12)
- 니콜라이 이바노프 (6)
- 세묜 페도레츠 (7)
- 예브게니 페펠랴예프 (19)
- 세르게이 크라마렌코 (13)
- 니콜라이 수티아긴 (22)

소련 조종사들은 1951년 4월부터 한국에서 활동했다. 이러한 소련의 직접적인 개입을 숨기고 그들의 개입을 위장하기 위해 예방 조치가 취해졌다. 만약 그들의 개입을 들켰다면 소련은 큰 외교적 문제를 직면했을 것이다.
그들의 정체를 숨기기 위해, 소련 조종사들은 비행할 때 중국 제복을 입었고, 해안이나 최전선(격추될 경우 체포될 수 있기 때문에) 근처에서 비행하거나 항공기 라디오에서 러시아어로 말하는 것을 금지하는 규칙이 만들어졌다. 비행하는 모든 항공기에는 중국 또는 북한 표시가 그려져 그들의 정체를 숨겼다. 또한 지상에서 소련 조종사들은 중국군이나 북한군이 아닌 소련 관광객으로 위장했다.
MiG-15 제트기를 조종하는 소련 조종사들은 "미그 앨리"로 알려진 중국-한국 국경에 있는 압록강 계곡 주변 전투와  유엔의 "열차 파괴" 공격에 맞서는 작전에 참가하여 상당한 성공을 거두었다.
그러나 소련, 중국, 그리고 북한 사이의 언어가 통하지 않아 사고가 발생하기도 했다. MiG 전투기가 미국 F-86 세이버 제트기로 오인되어 아군에 의해 격추되기도 했다.

### MiG-15

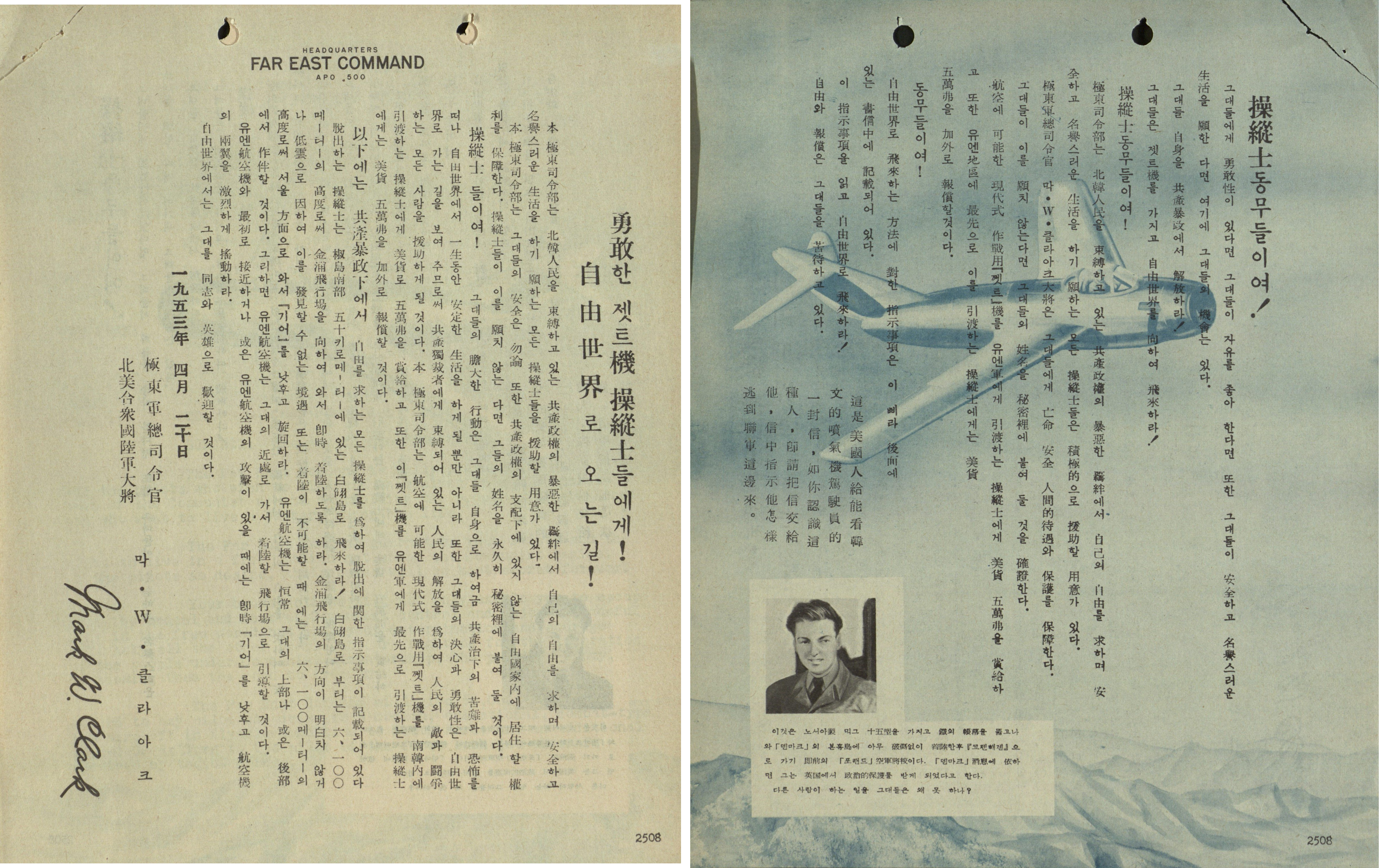
유엔군에 제트 전투기를 인도한 최초의 북한 조종사에게 10만 달러의 현상금을 약속하는 유엔 전단. 이들은 중국어, 한국어 및 키릴 문자 로 번역되었다.

MiG-15는 소련이 전쟁 중 중국군과 북한군에 대량으로 공급한 제트기였다. 현대적인 디자인 덕분에(적어도 당시 최고의 미국 제트 전투기인 F-86 세이버와 견줄 수 있었다) 공중전에서 중추적인 역할을 했다.
전쟁 발발 당시 IL-10 지상 공격기와 야크-9P 전투기와 같은 소련 항공기를 조종하는 북한군은 록히드 F-80 슈팅 스타 와 공화국 F-84 썬더젯 전투기와 같은 현대 미국 제트기에 쉽게 압도당했다. 이는 유엔군이 신속하게 제공권을 획득했음을 의미했다.
대조적으로 MiG-15가 한국에 등장했을 때 당시 한국에 있던 모든 고정익 미국 제트기를 능가할 수 있었기 때문에(노후한 프로펠러 구동 P-51 Mustang은 말할 것도 없고) 제공권에서 우위를 점할 수 있었다. MiG-15를 조종한 소련 조종사들은 전쟁 기간 동안 142~1,106대의 UN 항공기를 격추한 것으로 추정된다. 이러한 뛰어난 성능에도 불구하고 MiG의 주요 목표는 다른 전투기와의 공중전보다는 USAF B-29 Superfortress 폭격기에 대응하는 것이었다.
MiG의 중요성을 인식한 UN 사령부는 MiG 조종사가 테스트 용으로 작동하는 MiG를 가지고 남한으로 망명하도록 장려하기 위해 Moolah 작전을 고안했다. 포상금으로 10만 달러와 정치적 망명을 제안했고 북한 조종사 노금석 중위는 결국 1953년 9월(포상금을 모른다고 주장) 탈북해 미국에 실험의 본보기를 제공했다.

## 소비에트 참여에 대한 현대적 인식
소련은 결코 분쟁에 대한 참여를 인정하지 않았지만 많은 사람들이 그것을 의심했다는 것은 분명하다. 소련 조종사들은 무전기를 통해 기본적인 한국어 이외의 언어로 의사소통을 할 수 없었지만 스트레스를 받거나 욕설을 할 때 종종 러시아어를 사용하는 모습을 보였고, 미국 조종사들이 이를 발견했다.
분쟁에 대한 소련의 개입은 신속하게 유엔의 지휘 체계에 보고되었다. 그럼에도 불구하고 소련은 소련의 그들의 은밀한 개입에 대한 보고를 항상 거부했으며 미국 정부는 긴장이 더 고조되는 것을 피하기 위해 이 문제를 압박할 의향이 없었다. 시간이 지남에 따라 두 초강대국은 이 상황을 제3차 세계대전으로 번지는 갈등 없이 상대 초강대국의 세력과의 전투에서 항공 기술과 전술을 테스트할 수 있는 독특한 기회로 보았다.
장샤오밍(Zhang Xiaoming), 레오니드 크릴로프(Leonid Krylov), 유리 텝수르카예프(Yuriy Tepsurkaev), 이고르 세이도프(Igor Seydov)와 같은 중국과 러시아 작가들의 책이 출판되면서 한국 전쟁에 대한 소련의 개입이 명확해진 것은 최근의 일이다.

## 중소 관계의 유산
예상과 달리 한국에 대한 소련의 개입은 중국 지도부에 자신감을 불어넣지 못했다. 특히 마오쩌둥은 소련 지도부가 MiG 편대 외에 보병과 기갑부대 파견을 거부하고 공개적으로 중국 옆에서 분쟁에 가담하는 것을 거부한 것에 대해 배신감을 느꼈다. 중국은 기술 및 전략적 지원을 위해 소련에 복종하도록 강요당했지만 그 대가로 미미한 지원만 제공한 러시아에 의해 중국이 많은 제약을 받았다. 더욱이 중국 지도부는 그들이 받은 모든 물질적 지원에 대해 중국인들로 하여금 지불하도록 한 소련의 결정에 굴욕감을 느꼈다. 이로 인해 소련은 "진정한 공산주의 국제주의자라기보다 무기 상인"처럼 보이게 되었다.
실제로 중국 정치인 장샤오밍은 중국인들이 소련이 신뢰할 수 없고 까다로운 동맹국임을 느끼게 되었고 전쟁 후 몇 년 동안 소련으로부터 자급 자족을 보장하기 위해 더 큰 조치를 취했다고 주장한다. 1960년 중국은 오늘날 중소 분할로 알려진 사건에서 소련으로부터 분리되었고, 모든 공산 세력 사이에 균열을 만들었다. 두 나라와 국경을 맞대고 있는 북한 정권은 한 세력을 다른 세력과 경쟁시킴으로써 분열을 성공적으로 극복했고, 그것은 미하일 고르바초프가 소련을 중국과 동맹을 맺도록 강제할 때까지 어느 강대국과도 확고하게 일치하지 않았다.
확실히 한국 전쟁의 영향을 받은 이 분열은 1989년까지 두 나라 사이의 관계를 형성했다.

## 같이 보기
- 베트남 전쟁에 소련의 개입

1. ↑  Historian Kim Hakjoon argues that, “the many telegrams that Moscow and P’yǒngyang exchanged from January to June 1950, and, more important, the secret meetings between Stalin and Kim [Il Sung] in Moscow in April and Mao and Kim in Beijing during May, confirmed that the three Communist leaders were responsible for starting the Korean War on the morning of June 25, 1950.” quoted in Steven Lee, “The Korean War in History and Historiography.” Journal of American-East Asian Relations 21#2 (2014): 185–206. doi:10.1163/18765610-02102010 at p 190.
2. ↑  Armstrong, Charles K. (2004). 《The North Korean Revolution: 1945–1950》 1. printing Cornell Paperbacks.판. Ithaca: Cornell University Press. 251–52쪽. ISBN 0801489148.
3. ↑  “North Korea: The Founding of the Armed Forces”. ROK National Intelligence Service. 2013년 3월 30일에 확인함.
4. ↑  Weathersby, Kathryn (2002), "Should We Fear This?" Stalin and the Danger of War with America, Cold War International History Project: Working Paper No. 39, p. 10
5. ↑  Barnouin, Barbara; Yu, Changgeng (2006). 《Zhou Enlai: A Political Life》. Hong Kong: Chinese University Press. 139–140쪽. ISBN 978-9629962807.
6. ↑  Weathersby, Kathryn (1993), Soviet Aims in Korea and the Origins of the Korean War, 1945–50: New Evidence From the Russian Archives, Cold War International History Project: Working Paper No. 8, p. 29
7. ↑  Weathersby, Kathryn (2002), "Should We Fear This?" Stalin and the Danger of War with America, Cold War International History Project: Working Paper No. 39, p. 13
8. ↑  Mark O'Neill, "Soviet Involvement in the Korean War: A New View from the Soviet-Era Archives", OAH Magazine of History, Spring 2000, p. 21.
9. ↑  Robert Dornan, Accounting for POW – MIAs from the Korean War and the Vietnam War (1996) pp. 31–32
10. ↑  “Communist Chinese Type 50 sub-machine gun - the "burp" gun”. Australian War Memorial. 2013년 3월 29일에 확인함.
11. ↑  “T34/85 tank”. Australian War Memorial. 2013년 3월 29일에 확인함.
12. ↑  Matray, James I., ed. (1991). Historical dictionary of the Korean War. New York: Greenwood Press. p. 151. ISBN 0313259240.
13. 1 2 3 4 5  Xiaoming, Zhang (Spring 2002). “China, the Soviet Union, and the Korean War: From an Abortive Air War Plan to a Wartime Relationship”. 《Journal of Conflict Studies》 (Gregg Centre for the Study of War and Society) 22 (1). 2013년 3월 30일에 확인함.
14. ↑  Sewell, Stephen L. “Soviet Air Order of Battle - Korea 1950-53”. Korean-war.com. 2013년 3월 30일에 확인함.
15. ↑  Georgi Lobov, "Black Spots of History: In the Skies of North Korea," JPRS Report, JPRS-UAC-91-003 (28 June 1991), p. 30
16. ↑  Zampini, Diego. “Russian Aces over Korea”. Acepilots.com. 2013년 1월 15일에 원본 문서에서 보존된 문서. 2013년 3월 30일에 확인함.
17. ↑  “Flight to Freedom: America's first MiG”. Historicwings.com. 2013년 3월 30일에 확인함.
18. ↑  Chen Jian and Yang Kuisong, "Chinese Politics and the Collapse of the Sino-Soviet Alliance," in Odd Arne Westad, ed., Brother in Arms: The Rise and Fall of the Sino-Soviet Alliance, 1945–1963 (Washington, DC: Woodrow Wilson Center Press, 1998), p. 257

## 추가 자료
- 아고브, 아브람. "북한의 동맹과 끝나지 않은 한국전쟁." 한국학연구 18.2 (2013): 225–262. 온라인[깨진 링크(과거 내용 찾기)]
- Goncharov, Sergei N., John W. Lewis 및 Xue Litai. 불확실한 파트너: 스탈린, 마오쩌둥, 한국전쟁 (Stanford University Press, 1993). 온라인
- 김용진 (1973). 《강대국들과 한국》. Silver Spring, MD: Research Institute on Korean Affairs. OCLC 251811671.
- 리, 스티븐. “역사와 역사학으로 본 한국전쟁.” 미국-동아시아 관계 저널 21#2 (2014): 185–206. doi:10.1163/18765610-02102010
- Matray, James I. 및 Donald W. Boose Jr, eds. The Ashgate Research Companion to the Korean War (2014) 발췌 ; 역사학을 다룬다
- 978-0691037677Stueck, William W. (1995), 《한국 전쟁: 국제 전쟁》, Princeton, NJ: Princeton University Press, ISBN 978-0691037677
- 978-0691118475Stueck, William W. (2002), 《Rethinking the Korean War: A New Diplomatic and Strategic History》, Princeton, NJ: Princeton University Press, ISBN 978-0691118475
- 978-0691118475Weathersbym Kathryn. "한국 전쟁 초기에 소련의 역할: 새로운 문서 증거." 미국-동아시아 관계 저널 (1993): 425-458 온라인 .
- Weathersby, Kathryn (1993), 《한국에서의 소련의 목표와 한국 전쟁의 유래, 1945–50: New Evidence From the Russian Archives》, Cold War International History Project: Working Paper No. 8
- 978-1591149330Weathersby, Kathryn (2002), 《"우리가 이걸 두려워해야 하는가?" 스탈린과 미국에서의 전쟁의 위협》, Cold War International History Project: Working Paper No. 39
- 978-1591149330Werrell, Kenneth P. (2005). 《Sabres Over MiG Alley》. Annapolis, MD: Naval Institute Press. ISBN 978-1591149330.
- 지화, 션. "중소 관계와 한국 전쟁의 기원: 극동에서 스탈린의 전략적 목표." 냉전 연구 저널 2.2 (2000): 44–68. 온라인 보관됨 2022-05-08 - 웨이백 머신
- 지화, 션. 마오쩌둥, 스탈린 그리고 한국전쟁: 1950년대 3국 공산주의 관계 (Routledge, 2012).